# オルガ・ポタショーワ
オーリガ・ポタショーワ（ロシア語: Ольга Дмитриевна Поташова、1976年6月26日 - ）は、ロシアの女子バレーボール選手。ドイツ・ポツダム出身。元ロシア代表。
シドニー五輪で銀メダルを獲得した。

## 球歴
- オリンピック - 2000年（銀メダル）
- ワールドカップ - 1999年（銅メダル）
- ワールドグランプリ - 2000年（2位）、2001年（3位）
- 欧州選手権 - 2001年（優勝）

## 所属クラブ
- CSKAモスクワ　（1995-1999年）
- ウラロチカ・エカテリンブルク　（1999-2000年）
- Reggio Calabria （2000-2002年）
- シリオ・ペルージャ （2002-2003年）